# エミリア・ペレス
『エミリア・ペレス』（原題：Emilia Pérez）は、2024年に公開された、スペイン語のフランスのミュージカル映画・クライム映画。脚本・監督は多数の受賞歴で知られるフランス人監督ジャック・オーディアール、主演はスペイン人女優でありトランスジェンダーを公表しているカルラ・ソフィア・ガスコンが務めた。2018年に発表されたフランスの作家ボリス・ラゾンの小説『Écoute』を原案とする。メキシコの麻薬カルテルのボスが女性弁護士の力を借り、女性になりたいという願望を叶える様子、そして起こる騒動を追う。
2024年5月18日、第77回カンヌ国際映画祭にてワールドプレミア上映され、審査員賞と最優秀女優賞を受賞、フランスにて2024年8月21日に劇場公開された。
賛否両論であったものの、本映画はいくつもの賞を獲得した。第97回アカデミー賞では、13部門にノミネートされ、ゾーイ・サルダナが助演女優賞、劇中歌『El mal』（悪）が主題歌賞を受賞した。第82回ゴールデングローブ賞では、 10部門でノミネートされ、ミュージカル・コメディ部門作品賞、助演女優賞、外国語映画賞を含む4部門で受賞した。また、第78回英国アカデミー賞でも11部門でノミネートされ、作品賞を含む2部門で受賞した。

## あらすじ
メキシコシティで活躍する弁護士リタ・モラ・カストロ（ゾーイ・サルダナ）は、有名なメディア関係者の妻が殺された事件を担当する。自らの良心に反し、妻は殺害されたのではなく自殺したのだと弁護し（『El alegato（申し立て）』）勝訴するが、気持ちは晴れない。直後に、儲かる話があるという謎めいた匿名の電話がかかってくる。気乗りせず向かった先で（『Todo y nada（全てとゼロ）』）麻薬カルテルのボスであるマニタス・デル・モンテと出会い、密かに性別適合手術を受けて女性として新たな本物の人生を始めたいという依頼を受ける（『El encuentro（会合）』）。
リタは、バンコク（タイ）の医師に相談し（『La vaginoplastia（膣形成術）』）、テルアビブ（イスラエル）の医師に相談した（『Lady（女性）』）あと、マニタスの幼少期の性別不合の記憶（『Deseo（欲望）』）を聞いて手術を引き受けてくれる医師を見つける。マニタスの妻ジェシー（セレーナ・ゴメス）と子供たちはスイスに移住させられる。ジェシは妹がいるアメリカに行くことを希望するが、スイスが安全だからと告げられる。リタは手術をセッティングしたことで法外な報酬を得る。そしてマニタスは麻薬カルテルのボスとしての自分の死を偽装し、エミリア・ペレスという女性としての新しい人生を始めることとなる。
4年後、リタはエミリアと会い、彼女が自分の子供たちに会いたがっていることを知る（『Por casualidad』（偶然の一致））。リタはジェシーと子供たちがメキシコシティに戻ってエミリアと共に暮らせるよう手配する。エミリアのことは、マニタスの遠いいとこであり、裕福で、子育てを手助けできる人物として紹介する。ジェシーはエミリアがマニタスであることを見抜けず、共に暮らすことに反対するが、最終的にはメキシコに戻ることに同意する。そして彼女はかつて結婚生活の末期に不倫関係にあったグスタボ・ブランと再会することとなる（『Bienvenida』（ようこそ））。
メキシコでの生活に慣れつつある頃、リタとエミリアは「Madres buscadoras」（マドレス・ブスカドーラ、「捜索中の母親」、メキシコで続く人道危機の中で行方不明になった子供などの家族を探す母たちの活動）に出会う。エミリアは自らの犯罪歴を省みる（『Mis siete hermanos y yo』（7人の兄弟と私））。その後、エミリアが息子を寝かしつけていると、息子はエミリアの匂いがパパと似ている、メスカルとワカモレの匂いだと言う（『Papá』（パパ））。後悔したエミリアは、投獄されたカルテルメンバーとの繋がりを利用し、カルテルの犠牲者の遺体を身元特定して家族のもとに返す非営利団体を立ち上げる（『Para』（～のために））。リタとエミリアは団体設立と寄付金集めで協力するが、リタは寄付者の中には危険で腐りきった人物もいると告げる（『El mal』（悪））。エミリアは、エピファニアという、痛めつけられた夫の遺体の一部が非営利団体によって特定され、その死を確認に訪れた女性と出会う。二人は次第に距離を縮めていく（『El amor』（愛））。
一方、ジェシーはグスタボとの関係を再燃させる（『Mi camino』（私のやり方））。ジェシは、グスタボと結婚して子供たちを連れて新しい家に引っ越すとエミリアに告げる。それを聞いたエミリアは…

## キャスト
リタ・モラ・カストロ
演 - ゾーイ・サルダナ、日本語吹替 - 冠野智美
エミリアに翻弄され、やがて協力していく弁護士。
エミリア・ペレス / マニタス・デル・モンテ
演 - カルラ・ソフィア・ガスコン、日本語吹替 - 林真里花（エミリア）/ 後藤光祐（マニタス）
秘密裏に性別適合手術を受けようとするカルテルのボス。
ジェシカ（ジェシー）・デル・モンテ
演 - セレーナ・ゴメス、日本語吹替 - 森千晃
マニタスの、アメリカ育ちの妻。子供たちの母親。
エピファニア・フローレンス
演 - アドリアーナ・パス、日本語吹替 - 岸本百恵
エミリアの恋人。
グスタボ・ブラン
演 - エドガー・ラミレス、日本語吹替 - 藤田将利
ジェシーの恋人。
ワッサーマン医師
演 - マーク・イヴァニール、日本語吹替 - 中村和正
マニタスに性別適合手術を行う。

## 配給
第77回カンヌ国際映画祭（2024年）のパルム・ドール候補に選ばれ、2024年5月18日に世界初公開された。観客からスタンディングオベーションを受けた。
初公開後まもなく、Netflixが複数のスタジオを打ち負かし、北米とイギリスでの配給権を1200万ドルで獲得する交渉を行っていたが、最終的に800万ドルで契約が成立した。フランスでは2024年8月21日にパテによって劇場公開された。
北米においては、第51回テルライド映画祭でプレミア上映された。2024年9月9日にトロント国際映画祭で上映されたほか、サン・セバスティアン国際映画祭で上映され、2024年10月には第29回釜山国際映画祭のアイコン部門（巨匠部門）に選出された。Netflixにて11月1日に米国とカナダで限定公開されたのち、11月13日に米国、英国、カナダでリリースされた。

## 評価
アメリカ・ヨーロッパの批評家からは監督・音楽・演技・テーマについておおむね高評価を得たが、アメリカの映画批評サイトであるロッテン・トマトでは観客らが低評価をつけた。
メキシコでは批評家・観客の双方から酷評され、メキシコ文化の誤った表現、歌詞、ステレオタイプの使用、スペイン語の台詞について批判された。LGBTQのコメンテーターの一部も、トランスジェンダーについての描写を批判した。

## 論争
様々な批判に対して、主演女優であるカルラ・ソフィア・ガスコンがSNS上で本映画を激しく擁護したことは、ラテンアメリカのインターネットユーザーから猛烈な批判を受けた。
2025年2月には、ガスコンの近年のツイートが明るみに出て論争を呼んだ。彼女はイスラム教徒やジョージ・フロイドを暴言で攻撃し、反中国・反カタルーニャ感情を露わにし、第93回アカデミー賞を「アフリカと韓国の祭典」と嘲笑した。社会から猛批判を受け、ガスコンはX（旧ツイッター）のアカウントを削除した。
論争に対処するため、ガスコンはCNNエスパニョールの1時間にも及ぶロングインタビューを受けたが、感情的になり、インタビュー中ずっと自分は人種差別主義者ではないと繰り返し述べ、自分の戦いをかつての黒人たちの戦いになぞらえた。これらの発言を受け、Netflixは以後の賞シーズンでガスコンに旅費と衣装費を提供しないことを決め、賞キャンペーンからガスコンを除外し、映画のポスターを受賞歴とノミネート歴を列挙するものに差し替えた。
ジャック・オーディアールは、ガスコンから謝罪を受けた後は、もう彼女とは連絡を取っていないことを明かした。オーディアールの発言を受け、ガスコンはインスタグラムで、彼女の沈黙が「この映画を愛と違いへの美しい賛歌として鑑賞できることにつながる」ことを祈り、一歩引くことを表明し、過去のツイートについて改めて謝罪した。
ガスコンは第39回ゴヤ賞授賞式には出席しなかったが、彼女の発言をめぐる論争は授賞式全体を通じて続いていた。レッドカーペットでは、フアン・アントニオ・バヨナ監督らスペイン映画界関係者がこの状況に悲しみを表明し、バヨナは映画の素晴らしさを強調しつつ、この状況を「リンチ」と呼んだ。2025年2月、ガスコンが第50回セザール賞と第97回アカデミー賞の両方に出席することが発表された。

## 受賞歴
第77回カンヌ国際映画祭
審査員賞受賞：ジャック・オーディアール
女優賞受賞：カルラ・ソフィア・ガスコン、セレーナ・ゴメス、アドリアーナ・パス、ゾーイ・サルダナ
サウンドトラック賞受賞：クレマン・デュコル、カミーユ。
ノミネート：パルム・ドール、クィア・パルム
ヨーロッパ映画賞
作品賞受賞
監督賞受賞：ジャック・オーディアール
脚本賞受賞：ジャック・オーディアール
女優賞受賞：カルラ・ソフィア・ガスコン
編集賞受賞：ジュリエット・ウェルフリング
第82回ゴールデングローブ賞
作品賞 (ミュージカル・コメディ部門)受賞
外国語映画賞受賞
助演女優賞受賞：ゾーイ・サルダナ
主題歌賞受賞：『El mal』（悪）
ノミネート：主演女優賞 (ミュージカル・コメディ部門)、監督賞、脚本賞、作曲賞
AFI
2024年のトップ10映画の一つに選出。
第39回ゴヤ賞
ヨーロッパ映画賞受賞
第30回クリティクス・チョイス・アワード
助演女優賞受賞：ゾーイ・サルダナ
外国語映画賞受賞
歌曲賞受賞：『El mal』
ノミネート：作品賞、監督賞、主演女優賞、演技アンサンブル賞、脚色賞、作曲賞
第78回英国アカデミー賞
助演女優賞受賞：ゾーイ・サルダナ
非英語作品賞受賞
ノミネート：作品賞、監督賞、助演女優賞（セレーナ・ゴメス）、脚色賞、撮影賞、編集賞、メイクアップ＆ヘア賞、作曲賞
第31回全米映画俳優組合賞
助演女優賞受賞：ゾーイ・サルダナ
ノミネート：主演女優賞、キャスト賞
第50回セザール賞
作品賞受賞
監督賞受賞：ジャック・オーディアール
脚色賞受賞：ジャック・オーディアール、トーマス・ビデゲイン、レア・ミシウス、ニコラ・リヴェッキ
撮影賞受賞：ポール・ギヨーム
音響賞受賞：エルワン・ケルザネット、アイメリク・デヴォルデール、シリル・ホルツ、ニールス・バレッタ
音楽賞受賞：クレマン・デュコルとカミーユ
視覚効果賞受賞：セドリック・ファヨール
ノミネート：主演女優賞（カルラ・ソフィア・ガスコン、ゾーイ・サルダナ）、編集賞、衣装デザイン賞、美術賞
第97回アカデミー賞
助演女優賞受賞：ゾーイ・サルダナ
歌曲賞受賞：『El mal』
ノミネート：作品賞、国際長編映画賞、監督賞、主演女優賞、脚色賞、編集賞、録音賞、撮影賞、メイクアップ&ヘアスタイリング賞、作曲賞、歌曲賞（『Mi camino』）」